# Panamerikanische Spiele 2019/Leichtathletik – Marathon der Frauen

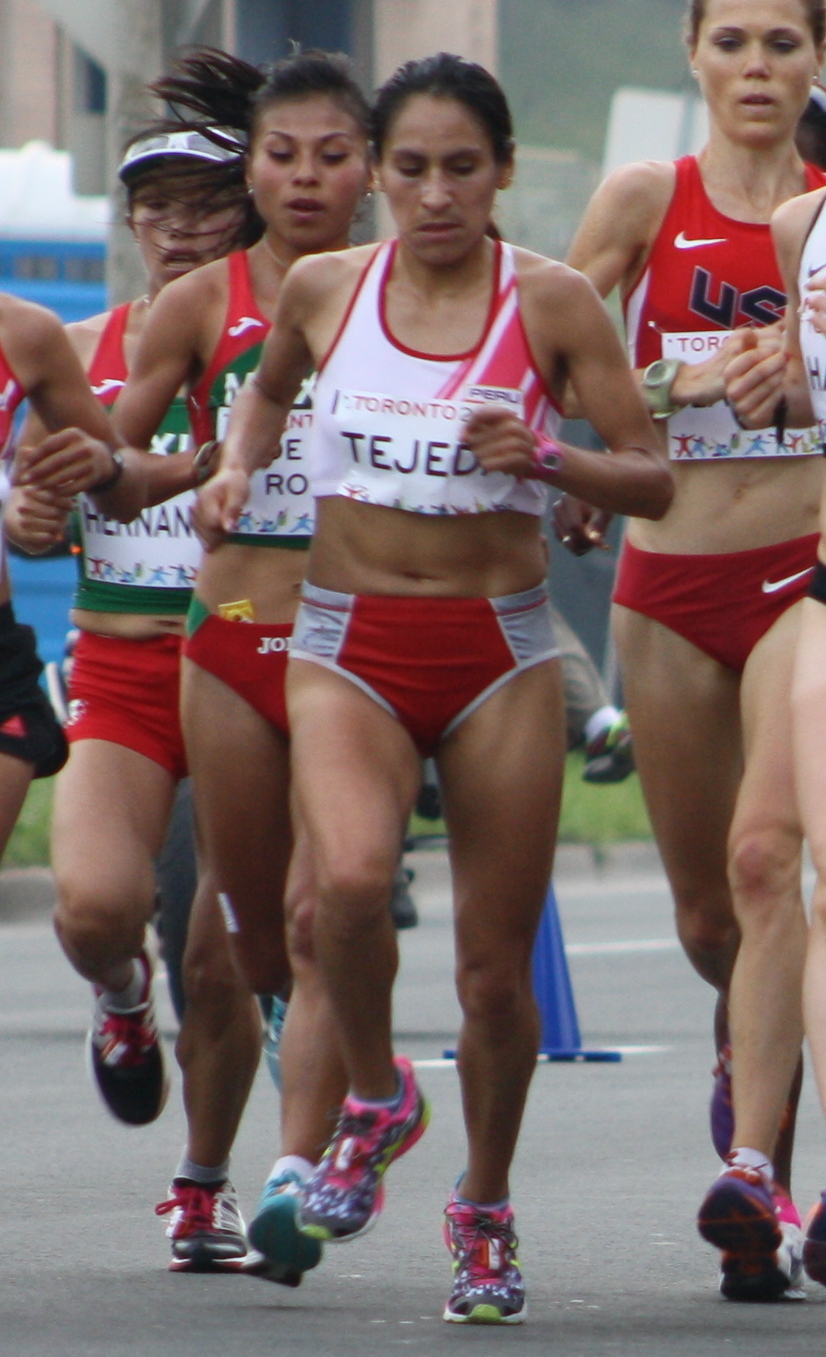
Gladys Tejeda (2015) gewann den Lauf

Der Marathonlauf der Frauen bei den Panamerikanischen Spielen 2019 fand am 27. Juli im Parque Kennedy in der peruanischen Hauptstadt Lima statt.
17 Läuferinnen aus elf Ländern nahmen an dem Lauf teil. Die Goldmedaille gewann Gladys Tejeda nach 2:30:55 h, was auch ein neuer Rekord der Panamerikanischen Spiele war. Silber ging an Bethany Sachtleben mit 2:31:20 h und die Bronzemedaille gewann Angie Orjuela mit 2:32:27 h.

## Rekorde
Vor dem Wettbewerb galten folgende Rekorde:
| Weltrekord        | Paula Radcliffe            | 2:15:35 h | London-Marathon, Vereinigtes Königreich    | 14. April 2003 |
| Rekord der Spiele | Adriana Aparecida da Silva | 2:35:40 h | Panamerikanische Spiele in Toronto, Kanada | 18. Juli 2015  |

## Ergebnis
27. Juli 2019, 8:30 Uhr
| Platz | Athletin                  | Land               | Zeit (h)   |
| ----- | ------------------------- | ------------------ | ---------- |
|       | Gladys Tejeda             | Peru               | 2:30:55 PR |
|       | Bethany Sachtleben        | Vereinigte Staaten | 2:31:20 PB |
|       | Angie Orjuela             | Kolumbien          | 2:32:27 PB |
| 4     | Rosa Chacha               | Ecuador            | 2:32:45 PB |
| 5     | Samantha Roecker          | Vereinigte Staaten | 2:32:49 PB |
| 6     | Vadilene dos Santos Silva | Brasilien          | 2:34:20    |
| 7     | Margarita Hérnandez       | Mexiko             | 2:35:06    |
| 8     | Andreia Hessel            | Brasilien          | 2:35:40    |
| 9     | Andrea Bonilla            | Ecuador            | 2:40:38 PB |
| 10    | Dailín Belmonte           | Kuba               | 2:45:08    |
| 11    | Verónica Angel            | Chile              | 2:46:04 PB |
| 12    | Gabriela Traña            | Costa Rica         | 2:49:28    |
| 13    | Maria Lujan Urrutia       | Argentinien        | 2:50:09    |
| 14    | Francy Mendez             | Costa Rica         | 2:56:31    |
| 15    | Arelys Rodriguez          | Venezuela          | 2:56:39    |
| 16    | Yudileyvis Castillo       | Kuba               | 3:03:41    |
|       | Giselle Álvarez           | Chile              | DNF        |